# Civilization III: Conquests
Sid Meier's Civilization III: Conquests (abreviado Civilization III: Conquests o C3C) es la segunda expansión de la tercera entrega de la serie de videojuegos de estrategia por turnos Civilization, desarrollada por Firaxis Games y BreakAway Games y distribuida por Atari. Esta expansión fue lanzada al mercado el 14 de noviembre de 2003 en Europa.

## Cambios
Conquests incluye nuevos tipos de gobierno (fascismo, imperialismo, consejo tribal y feudalismo), nuevos especialistas para las ciudades (unidades de policía e ingenieros civiles), más recursos y maravillas, ocho nuevas civilizaciones, nuevos accidentes geográficos para los mapas (como volcanes u oasis) y algunas nuevas habilidades para las unidades como son el esclavismo y el ataque silencioso. También hay cambios en las características de todas las civilizaciones, al agregarse dos nuevas (Agricultor y navegante).
Pero la mayor novedad de la expansión son las «conquistas». Son nueve escenarios oficiales, con unas condiciones prefijadas, completamente distintas a las de una partida normal, cada uno de ellos ambientado en un periodo distinto de la historia, desde la era mesopotámica hasta la Segunda Guerra Mundial. El jugador podrá asumir el mando de cualquiera de las civilizaciones presentes en cada escenario, teniendo que cumplir unos objetivos marcados para ganar la partida. Su duración es menor a la de una partida estándar, pero al poseer un trasfondo histórico, tienen mayores posibilidades de rejugabilidad, pudiendo jugar en cualquiera de los bandos disponibles. El abanico de características disponible en cada escenario está adaptado al suceso histórico en el que está ambientado, por ejemplo, en el segundo escenario, ambientado en la era del Imperio romano, el jugador puede escoger a esta civilización y crear su propio ejército de legionarios, o construir el Coliseo.

### Civilizaciones
Conquests introduce un total de siete civilizaciones nuevas, junto con la civilización austriaca, disponible solo en uno de los escenarios, «La Europa de Napoleón». Cada una de ellas incluye su líder y unidad única. Son las siguientes:
| Civilización                              | Unidad única          | Líder                 | Capital        |
| ----------------------------------------- | --------------------- | --------------------- | -------------- |
| Bizancio                                  | Dromon                | Teodora               | Constantinopla |
| Hititas                                   | Carro de tres hombres | Mursili I             | Hattusa        |
| Incas                                     | Explorador chasqui    | Pachacútec            | Cuzco          |
| Mayas                                     | Lanzador de jabalinas | Smoke-Jaguar          | Chichén Itzá   |
| Países Bajos                              | Mercenario suizo      | Guillermo I de Orange | Ámsterdam      |
| Portugal                                  | Carraca               | Enrique el Navegante  | Lisboa         |
| Sumeria                                   | Guerrero enkidu       | Gilgamesh             | Ur             |
| Austria (sólo en «La Europa de Napoleón») | Húsar                 | Carlos V              | Viena          |